# Sorihuela del Guadalimar
Sorihuela del Guadalimar è un comune spagnolo di 1 317 abitanti situato nella comunità autonoma dell'Andalusia.

## Geografia fisica
Il comune è costituito da due parti non contigue. È attraversato dal Guadalquivir e dal Guadalimar.